# Heartbeats – Chris Rea’s Greatest Hits
Heartbeats – Chris Rea’s Greatest Hits – album kompilacyjny Chrisa Rei, wydany w 2005 roku.

## Lista utworów
1. „On the Beach" (Edit) – 3:43
2. „Fool (If You Think It’s Over)” – 4:03
3. „Audberge” – 4:41
4. „Let's Dance” – 4:14
5. „Stainsby Girls” – 4:05
6. „Nothing to Fear" (Edit) – 4:27
7. „Tell Me There’s a Heaven” – 6:01
8. „Josephine" (Edit) – 4:29
9. „I Can Hear Your Heartbeat” – 3:21
10. „The Road to Hell (Part 2)” – 4:26
11. „Winter Song” – 4:29
12. „God's Great Banana Skin” – 4:14
13. „You Can Go Your Own Way” – 3:54
14. „Julia” – 3:54
15. „Looking for the Summer” – 4:57
16. „Gone Fishing” – 4:41